# Meigneux (Seine-et-Marne)
Meigneux is een gemeente in het Franse departement Seine-et-Marne (regio Île-de-France) en telt 174 inwoners (1999). De plaats maakt deel uit van het arrondissement Provins.

## Geografie
De oppervlakte van Meigneux bedraagt 7,9 km², de bevolkingsdichtheid is 22,0 inwoners per km².
De onderstaande kaart toont de ligging van Meigneux (Seine-et-Marne) met de belangrijkste infrastructuur en aangrenzende gemeenten.

## Demografie
Onderstaande figuur toont het verloop van het inwonertal (bron: INSEE-tellingen).